# La noche de la bestia
La noche de la bestia es una película de 2020 dirigida y escrita por Mauricio Leiva-Cock. Filmada en 2017 y producida entre Colombia y México, relata las aventuras de dos jóvenes en el marco del primer concierto de la banda británica Iron Maiden en territorio colombiano. En 2020 inició su recorrido por diversos festivales alrededor del mundo, debutando internacionalmente en el Festival Internacional de Cine de Guanajuato. Luego de debutar a nivel europeo en el Festival Internacional de Cine de Atenas, el largometraje fue exhibido en otros eventos como el Festival de Cine de Mérida y Yucatán, la Sección Youth Days del Exground Fimlfest, el Internationales Filmfestival Schlingel, el Festival de Cine de St. Louis, el Festival Internacional de Cine de Fort Lauderdale y el Festival de Cine de Nashville, entre otros.

## Sinopsis

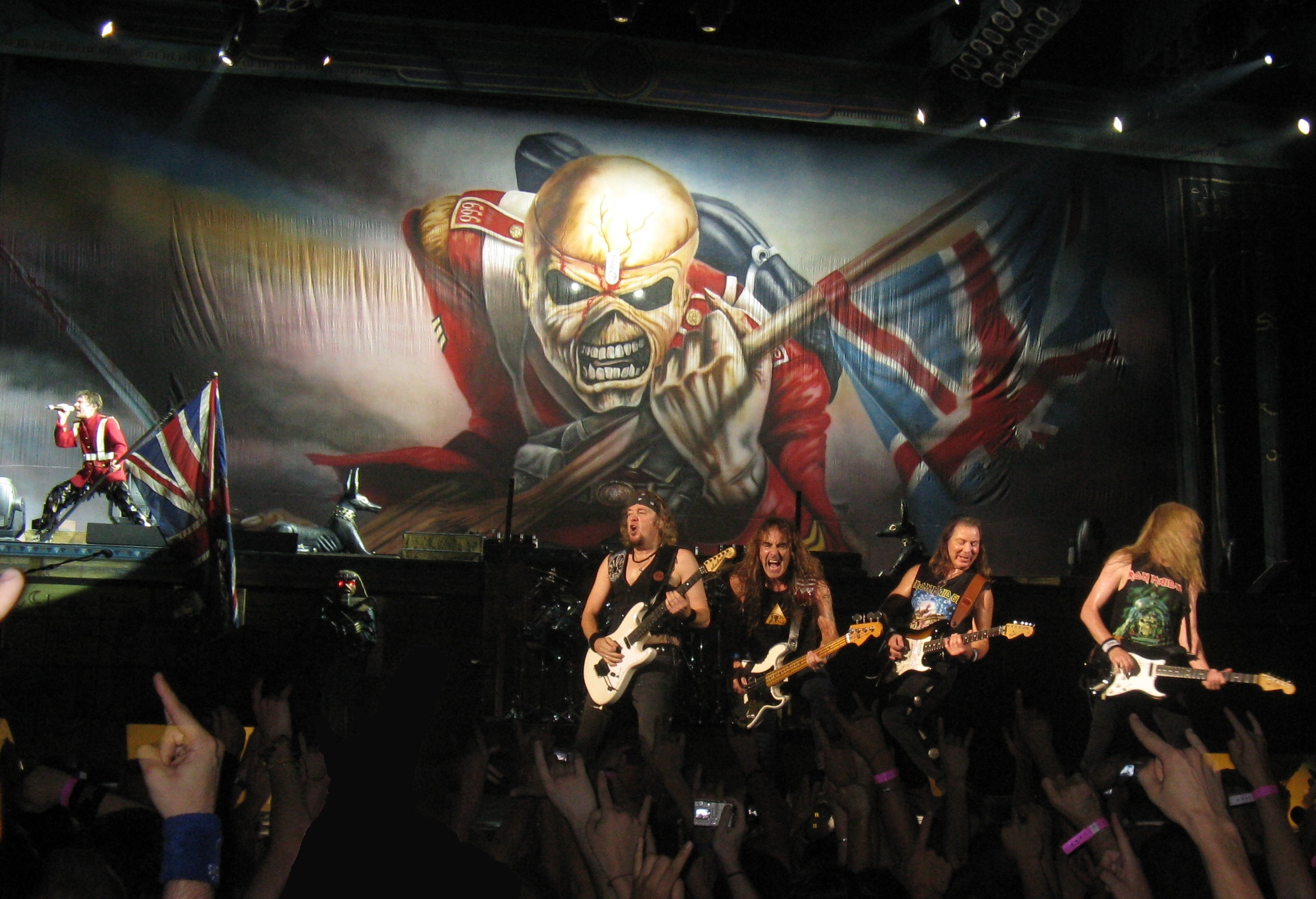
La trama de la película gira en torno a las aventuras de dos jóvenes que desean ingresar al concierto de Iron Maiden en Bogotá en 2008

Vargas y Chuki son dos jóvenes aficionados a la banda británica de heavy metal Iron Maiden. En un momento clave en la historia de los conciertos en Colombia, la banda anuncia que en febrero de 2008 se presentará por primera vez en ese país, más precisamente en el Parque Metropolitano Simón Bolívar de la ciudad de Bogotá. Después de mucho esfuerzo, ambos jóvenes logran conseguir las entradas para este magno evento pero horas antes de ingresar son asaltados y sus entradas son robadas, por lo que empiezan a pasear sin rumbo por los callejones de Bogotá con el único objetivo de encontrar la forma de no perderse el concierto de sus vidas.

## Reparto
- Daniel Reyes es Vargas
- Esteban Galindo es Chuki
- Verónica Mosquera es Laura
- Inés Correa es Doña Matilde
- Yaima Morfa es la madre de Chuky
- Edna Paredes es Valeria
- Jairo Vargas es Cala
- Omar Henao es el papá de Vargas

## Antecedentes y producción
David Figueroa García, uno de los productores de la película, manifestó en una entrevista con el portal Sin Embargo que el director Mauricio Leiva-Cock le mencionó la idea de un par de jóvenes fanáticos de Iron Maiden que se ven en problemas para ingresar al primer concierto de la legendaria banda en Colombia, basado en una anécdota similar vivida por unos amigos del cineasta. Acto seguido se dedicaron a entrevistas a personas que asistieron al concierto del 28 de febrero de 2008 brindado por la agrupación británica en Bogotá, y partiendo de esas experiencias escribieron el guion, que inicialmente iba a ser adaptado al formato de corto pero que con el paso del tiempo se convirtió en un largometraje.
Los productores se pusieron en contacto con los representantes de Iron Maiden con el fin de obtener los derechos de utilización de algunas canciones de la banda para incluirlas en el filme, logrando una respuesta positiva. Fueron incluidas además composiciones de agrupaciones colombianas del género como La Pestilencia, Agony, Masacre, Vein y Darkness. Leiva-Cock se refirió al largometraje como «una película que no tiene las normas habituales de las producciones colombianas en festivales, pues no trata sobre pobreza, violencia o muerte, es una película sobre dos adolescentes que van a un concierto de metal».

## Recepción
La noche de la bestia ha cosechado reseñas positivas en su paso por los festivales. Según el portal web Spoiler Time: «El planteamiento de Leiva-Cock no es superficial. Nos muestra los entornos familiares de los protagonistas y a la música heavy metal como una forma de escape de la realidad. Mientras otros la encuentran en la religión o el alcohol, la música es la válvula de escape necesaria para escaparnos por unos momentos». Shaula Luminof del sitio web Girls at Films manifestó que «La noche de la bestia explora el amor por la música que pasa de generación en generación y la supervivencia en medio de la vorágine de la vida misma». Escribiendo para el portal Cine NT, Irving Torres manifestó que la película «destaca de inmediato por el inmenso corazón que tiene, por la honestidad con la que retrata a una juventud que debe luchar por sus sueños, que enfrenta relaciones familiares dolorosas, que se aleja de los estereotipos sobre ella se hacen cuando se menciona a Colombia».